# Lucian Strochi
Lucian Strochi (n. 23 iulie 1950, Petroșani) este un poet, prozator, dramaturg, critic literar și de artă  român contemporan.

## Biografie
Părinții săi sunt Boris Strochi, tehnician I principal (1925-1992) și Alexandrina Strochi, născută Litvinov, telefonistă (1922-2009). 
Căsătorit cu Dana-Anca Strochi, născută Enăchioiu, profesoară și traducătoare, din 1973.
Are un fiu (Alexandru Silviu Buzatu) născut în 1986.
Studii (primare, gimnaziale și liceale la Petroșani, între anii 1957 și 1968. 
Absolvent al Facultății de Filologie a Universității București, secția limba română-rusă, în 1974. 
Doctoratul la Universitatea Al. I. Cuza din Iași, 2003, cu o teză intitulată O teorie asupra fantasticului. Cu aplicații în proza lui Mircea Eliade și Vasile Voiculescu.
Profesor, bibliotecar, purtător de cuvânt și șeful relațiilor publice la Prefectura Neamț, Primăria municipiului Piatra-Neamț și Consiliul județean Neamț. Director al Casei Prieteniei Neamț-Champagne-Ardenne (din 1991 până în 1998), Director al Direcției pentru Cultură, Culte și Patrimoniu Cultural Național –județul Neamț (2001-2005), director Artistic al Teatrului Tineretului (2005-2007).
A colaborat la revistele Amfiteatru, Antiteze, Asachi, Astra, Ateneu, Ceahlăul, Clepsydra, Convorbiri literare, Cronica, Dacia literară, Elpis, Informația primăriei, Luceafărul, Moldova literară, Monitorul de Neamț, Oglinda literară, Petrodava culturală, Realitatea nemțeană, Reformatorul, România literară, Salonul literar, Scrisul românesc, Telegraful, Tribuna, Viața studențească.
A fost redactor șef la Reformatorul, co-director la Antiteze și director la Asachi.
Este membru al Uniunii Scriitorilor din România din anul 1996 și membru al Uniunii Artiștilor Plastici din România din anul 2000.

## Opera
A debutat în 1966 cu poezia Doi trandafiri în ziarul Steagul roșu din Petroșani. Debutul editorial propriu-zis s-a produs în 1985 cu volumul de proză scurtă Penultima partidă de zaruri.

### Volume de proză
- Penultima partidă de zaruri (povestiri), Editura Cartea Românească, București, 1985.
- Gambit (roman), Editura Militară, colecția Sfinx (serie nouă) nr. 2, București, 1990.
- Cicatricea (roman), Editura Răzeșu, Piatra-Neamț, 1996.
- Memoria fulgerului (povestiri), Editura Moldova, Iași, 1999.
- Emisferele de Brandenburg (roman), Editura Nona, Piatra-Neamț, 2001.
- Ceasornicul lui Eliade, povestiri, Editura Universitas XXI,  Iași, 2006
- Ore suplimentare, povestiri, 2008
- Funia de nisip, roman, 2010
- Ultima sirenă, povestiri, Opere complete, vol.2, Editura Cetatea Doamnei, Piatra-Neamț, 2014
- Insula lui Iisus, povestiri, Opere complete, vol.3, Editura Cetatea Doamnei, Piatra-Neamț, 2014
- Trenul de sticlă, povestiri, Opere complete, vol.4, Editura Cetatea Doamnei, Piatra-Neamț, 2014

### Volume și antologii de poezie
- Cuvîntul cuvînt (versuri), Casa de Editură Panteon, Piatra-Neamț, 1994.
- Purtătorul de cuvînt (versuri), Editura Nona, Piatra-Neamț, 1996.

- Sonete (versuri), Editura Nona, Piatra-Neamț, 1998.
- Monere 50 (versuri), Editura Constantin Matasă, Piatra-Neamț, 2000.
- CV, versuri, Editura Timpul, Iași,  2002
- Versuri (antologie), Editura Timpul, Iași, 2002.
- Antologia muntelui. Poezie cultă românească de la Ion Budai-Deleanu și până azi. Antologie, argument și prefață de Lucian Strochi. Editura Timpul, Iași, 2005
- Alfabetul animalelor, primul alfabet, versuri, Editura Cetatea Doamnei, Piatra-Neamț, 2010
- Alfabetul animalelor, al doilea alfabet, versuri, Editura Cetatea Doamnei, Piatra-Neamț, 2011
- Alfabetul animalelor, al treilea alfabet, versuri, Editura Cetatea Doamnei, Piatra-Neamț, 2011
- Poesii vechi și nouă, versuri, Editura Cetatea Doamnei, Piatra-Neamț, 2012
- Ancade și alte poezii de formă fixă, Editura Cetatea Doamnei, Piatra-Neamț, 2014
- Ancadierul, poezii, Editura Cetatea Doamnei, Piatra-Neamț, 2015
- Sonete italiene și engleze comentate, Editura Cetatea Doamnei, Piatra-Neamț, 2016

### Volume de aforisme
- Despre esențe și tincturi, 1111 aforisme, Editura Papirus Media, Roman, 2011
- Gânduri - Rânduri, 2222 de aforisme, Editura Cetatea Doamnei, Piatra-Neamț, 2013
- Integrala aforismelor:
- Fulgerații-Fulgurații, 3333 de aforisme. Opere complete, vol.5, Editura Cetatea Doamnei, Piatra-Neamț,2015
- Rânduri-Gânduri, 3334 de aforisme. Opere complete, vol.6, Editura Cetatea Doamnei, Piatra-Neamț, 2015
- Gânduri-Rânduri, 3333 de aforisme. Opere complete, vol.7, Editura Cetatea Doamnei, Piatra-Neamț, 2015

### Eseistică
- Introducere în fantastic. Dimensiuni ale fantasticului în proza lui Mircea Eliade, Editura Universitas XXI, Iași, 2003
- Paradoxala Olandă, Editura Universitas XXI, Iași, 2004
- Fantasticul în proza românească, eseuri, Editura Opera Magna, Iași, 2004
- Memoria orașului în acuarelă. Iulia Hălăucescu, eseu, 2009

### Teatru
- Teatru, teatru, Editura Cetatea Doamnei, Piatra-Neamț, 2008

### Alte scrieri
- Județul Neamț, monografie, în colaborare, Casa de Editură Panteon, Piatra-Neamț, 1995
- *** Lascăr Vorel. Jurnalul anului 1916. Studiu introductiv și notă asupra ediției, 2009

## Recunoaștere
Pe plan național:
- Ordinul Meritul cultural în grad de cavaler 2004

Pe plan regional:
- Opere distinse:

- Cicatricea: Premiul pentru proză al Asociației Iași a Uniunii Scriitorilor din România, 1996

- Recunoașterea activități:

- Medalia jubiliară de argint 60 de ani de Radio Moldova, Iași, 2001
- Titlul de Poet al Iașului la Festivalul internațional de poezie de la Iași, 2016

Pe plan local:
- Opere distinse:

- Sonete: Premiul pentru „cele mai frumoase Sonete”  la Salonul Cărții, ediția a XI-a, Vaslui și Premiul municipalității pietrene1999
- Funia de nisip și Alfabetul Animalelor: Diplomă din partea Societății Scriitorilor din județul Neamț și premiul Revistei Antiteze, 2011
- Despre esențe și tincturi: PREMIUL SPECIAL AL JURIULUI (ESEURI) la concursul literar Vrancea literară, 2013
- „Ancadierul”: Premiul „Cartea anului 2015” pentru  la Festivalul „Vrancea literară”, 2016

- Recunoașterea activității:

- Diploma „BENE MERENTI” din partea Consiliului local al Comunei Tazlău și a Fundației Culturale I.I.Mironescu pentru „merite deosebite în sprijinirea dezvoltării materiale, culturale și spirituale a localității”
- DIPLOMA DE ONOARE pentru „contribuția deosebită la promovarea imaginii municipiului”, din partea Primăriei Municipiului Piatra-Neamț și al Consiliului Local Piatra-Neamț și DIPLOMA DE RECUNOȘTINȚĂ din partea Primăriei Municipiului Piatra-Neamț, 2000
- Marele Premiu Mihail Sadoveanu pentru Opera Omnia acordat de Centrul pentru Cultură și Arte Carmen Saeculare Piatra-Neamț
- Marele Premiu Ion Creangă pentru Opera Omnia acordat de Fundația Ion Creangă Târgu-Neamț.2002
- Placheta cu Distincția „Pro Schole” acordată de Inspectoratul Școlar al Județului Neamț.2003
- Diploma de excelență a Asociației Culturale România în Lume. 2011
- Diploma și titlul de Cetățean de onoare al municipiului Petroșani - 2011
- Premiul revistei Clepsidra din Roman „pentru Opera omnia” însoțit de TROFEUL „CLEPSIDRA - 2013”, pentru întreaga activitate literară, 2014
- Titlul de Academician clepsydric din partea Fundației Clepsidra din Roman, 2016
- Placheta Regina Maria-Regele Ferdinand din partea primarului ora;ului Bicaz, 2016